# Grijze sikkelwants
De grijze sikkelwants (Himacerus major) is een wants uit de familie sikkelwantsen (Nabidae).

## Uiterlijk
De grijze sikkelwants is altijd langgevleugeld (macropteer). Hij heeft vrij grote ogen. Op het geelachtig grijze halsschild (pronotum) zijn drie onduidelijke donkere lengtestrepen. Het connexivum (aan de zijkant zichtbare deel achterlijf) is licht, waardoor hij op enkele nabissoorten lijkt. De dekvleugels zijn grijsbruin. Aan de top van de dij van de achterpoten is een brede zwarte band net als bij de Himacerus boops. De lengte is 7,2 tot 9 mm.

## Verspreiding en levenswijze
De soort leeft in Europa, maar niet in het noorden, Noord-Afrika, Cyprus en Israël. In Nederland is hij heel algemeen. Hij wordt gevonden in grasland. Zowel in droge zanderige biotopen als in vochtig grasland. Hij is roofzuchtig en voedt zich kleine insecten o.a. met cicaden. De volwassen wantsen leggen de eitjes in de herfst op grashalmen. Na overwintering komen ze in het volgende voorjaar uit.